# Dawn of the Dead
Dawn of the Dead (även känd som Dawn of the Living Dead och i Italien som Zombi), är en amerikansk-italiensk skräckfilm från 1978, i regi och filmmanus av George A. Romero, samt även manus av Dario Argento (olistad). Make-up och specialeffekter är gjorda av Tom Savini. Det finns även en nyinspelning från 2004 av regissören Zack Snyder. Filmen är en uppföljare till Night of the Living Dead (1968), och följs av Day of the Dead (1985) och Land of the Dead (2005).

## Handling
Filmen handlar om fyra människor som försöker överleva när de nyligen döda vaknar till liv och börjar äta de levande. Någon anledning till att detta sker ges inte utom att filmens hjälte Peter filosoferar: "När det inte finns någon plats i helvetet kommer de döda att vandra på jorden". Efter att ha rest runt planlöst en tid upptäcker de ett köpcentrum där de barrikaderar sig och njuta av de stora materiella tillgångarna inne i centrumet, samtidigt som samhället utanför brakar samman. De börjar efter en tid inse hur tom deras existens har blivit. Filmen slutar med att ett gäng plundrare attackerar köpcentrumet och hjältarna måste slåss emot både dem och horderna av levande döda för att klara sig. Filmen anses ganska allmänt vara en kritik över konsumtionssamhället där storhandlare på köpcentrum likställs med zombies. Samhällskritiken blandas med extremt våld och stora mängder svart humor, som i en berömd scen när zombies utsätts för pajkastning. 

## Utgåvor
Dawn of the Dead finns i tre auktoriserade versioner, Theatrical Cut (bioversionen) som George Romero själv föredrar,[källa behövs] Cannes Cut (även kallad Directors Cut) och den europeiska versionen under namnet Zombi som är hopklippt av Dario Argento. Cannes Cut var den första (längsta) versionen av filmen, den klipptes ihop av George Romero för att visas på Cannes filmfestival, efter festivalen fortsatte Romero klippa filmen till den som vi känner till under namnet Theatrical Cut. Cannes Cut är således en längre version av filmen och det är kanske därför den fått det nya namnet Directors Cut på senare år men Romero har själv i flera intervjuer sagt att Theatrical Cut är den version av filmen han föredrar. 

## Rollista (i urval)
- Ken Foree - Peter Washington
- Gaylen Ross - Francine Parker
- David Emge - Stephen Andrews
- Scott H. Reiniger - Roger DeMarco
- Tom Savini - Blades
- Jese Del Gre - Präst
- Rudy Ricci - Biker Ledare 2
- Taso N. Stavrakis - Sledge
- Joseph Pilato - Polis
- Tony Buba - Biker med Sombrero
- Marty Schiff - Moonbaby
- George A. Romero - TV Regissör
- Donna Savini - Springade Zombie
- Mike Savini - Zombiebarn på flygplats
- Dave Hawkins - Biker med TV
- Joe Shelby - Martinez
- Mike Christopher - Hare Krishna Zombie
- David Crawford - Dr. Foster
- David Early - Mr. Berman
- Richard France - Dr. Milliard Rausch
- Sharon Ceccatti - Zombiesjuksyster
- Robert Williams - Soldat
- Jim Krut - Helikopterzombie